# Katarzyna Kozyra
Katarzyna Kozyra (née le 1er février 1963 à Varsovie en Pologne) est une artiste contemporaine polonaise féministe utilisant divers médiums tels que l’installation, la performance, la vidéo et la photographie et dont les œuvres ont connu et continuent de susciter de nombreuses controverses.    

## Jeunesse et formation
De 1985 à 1988, Katarzyna Kozyra fait des études d'allemand à l'Université de Varsovie. Elle suit une formation de sculpture et sort diplômée de l'Académie des beaux-arts de Varsovie en 1993. Elle passe aussi par la Hochshule für Graphik und Buchkunst de Leipzig.  
En 2003, elle obtient une subvention du Deutscher Akademischer Austauschdienst (DAAD) pour expérimenter une nouvelle forme de performance impliquant le chant lyrique. 
En 2011, Katarzyna Kozyra valide une thèse de doctorat à l'Académie des beaux-arts de Varsovie.             

## Carrière artistique

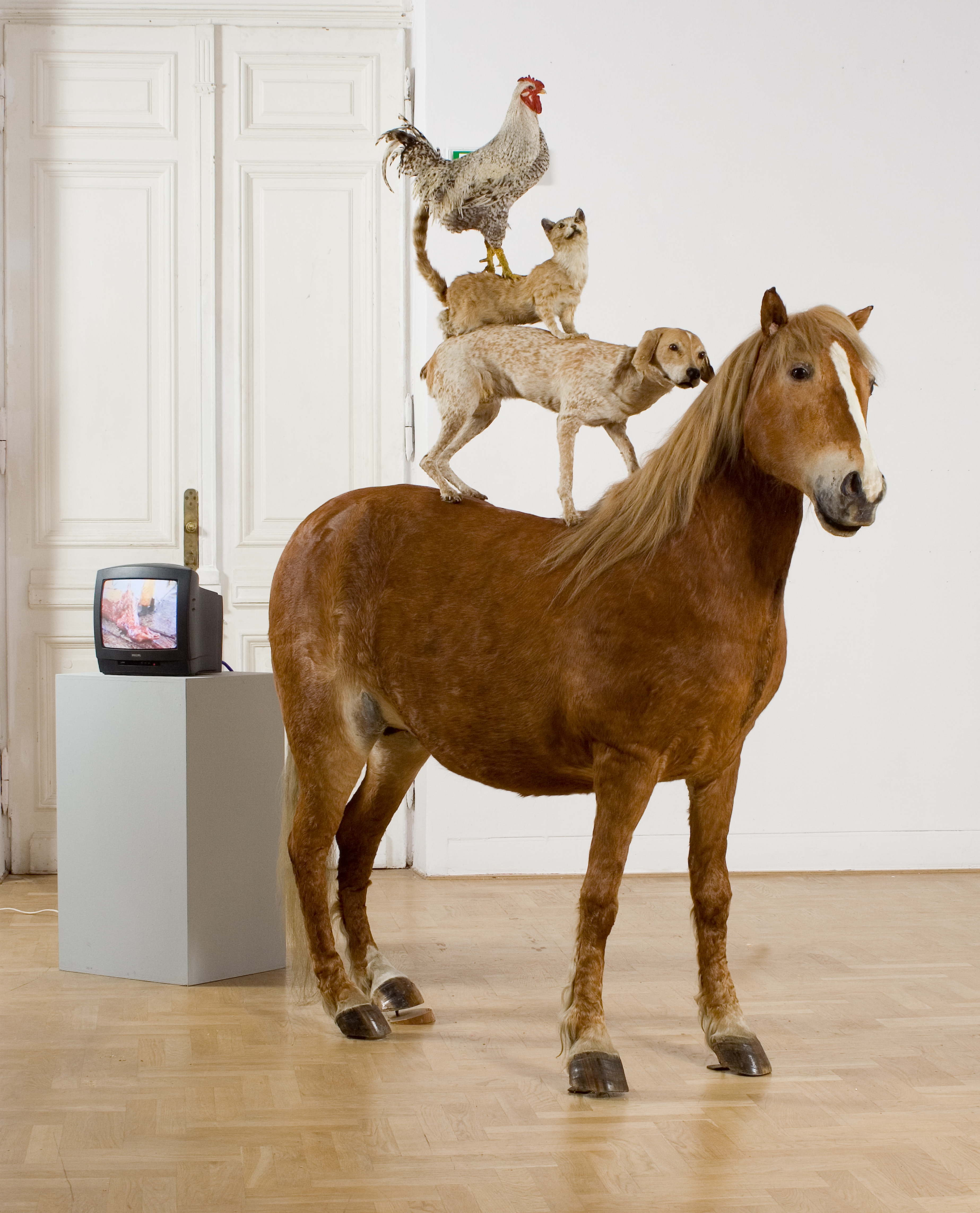
Pyramid of Animals, 1993, Galerie nationale d'art Zachęta

Katarzyna Kozyra se fait connaître en 1993 par l’œuvre Pyramid of Animals  qui se compose de corps d'animaux (chevla, chien, chat et coq) disséqués et taxidermiés empilés, ainsi que d'une vidéo illustrant le meurtre du cheval. Tout en citant le thème du conte Les Musiciens de Brême des Frères Grimm, la pièce évoque l'implication humaine dans la mise à mort des animaux et sa normalisation dans la chaîne alimentaire. Il a également été dit que cette œuvre n'était pas seulement « un travail sur les animaux, mais un travail sur la mort et sa signification dans la culture contemporaine. »  
Katarzyna Kozyra apparaît dès lors comme une artiste controversée, d'autres œuvres telles que Blood Relationship (1995), Olimpia (1996), Bathhouse (1997) et Man's Bathhouse (1999) ne feront qu'accentuer les polémiques à son égard. C'est aussi le cas le portrait photographique de Slawomir Belina exposé à Varsovie en 2000, controversé pour son érotisme, l'artiste ayant placé l'anus du modèle au centre de la composition. 
Dans Olimpia (1996), Katarzyna Kozyra expose son combat contre le cancer et les tabous portés au corps féminins nus. Afin de redonner de la dignité à un corps malade et moribond en exposant les stéréotypes sociaux du corps féminin vieillissant, l’artiste juxtapose l'Olympia d'Édouard Manet (1863), une image d'un corps sain, fort et beau, avec son propre corps durant un traitement de chimiothérapie.  
L'œuvre inclut un triptyque photographique d'Olympia et une vidéo du traitement de l'artiste. La première image la montre allongée dans la même pose que l'Olympia de Manet. La deuxième image la présente nue sur un lit d'hôpital. La troisième image quant à elle montre une vieille femme assise sur un lit. Les femmes de toutes les photographies ont en commun un ruban noir enroulé autour du cou pour symboliser le deuil. Le scandale vient de la représentation de la maladie et de la mort et de l'affirmation que le corps féminin n'est pas seulement un sujet de beauté pour le regard masculin. 

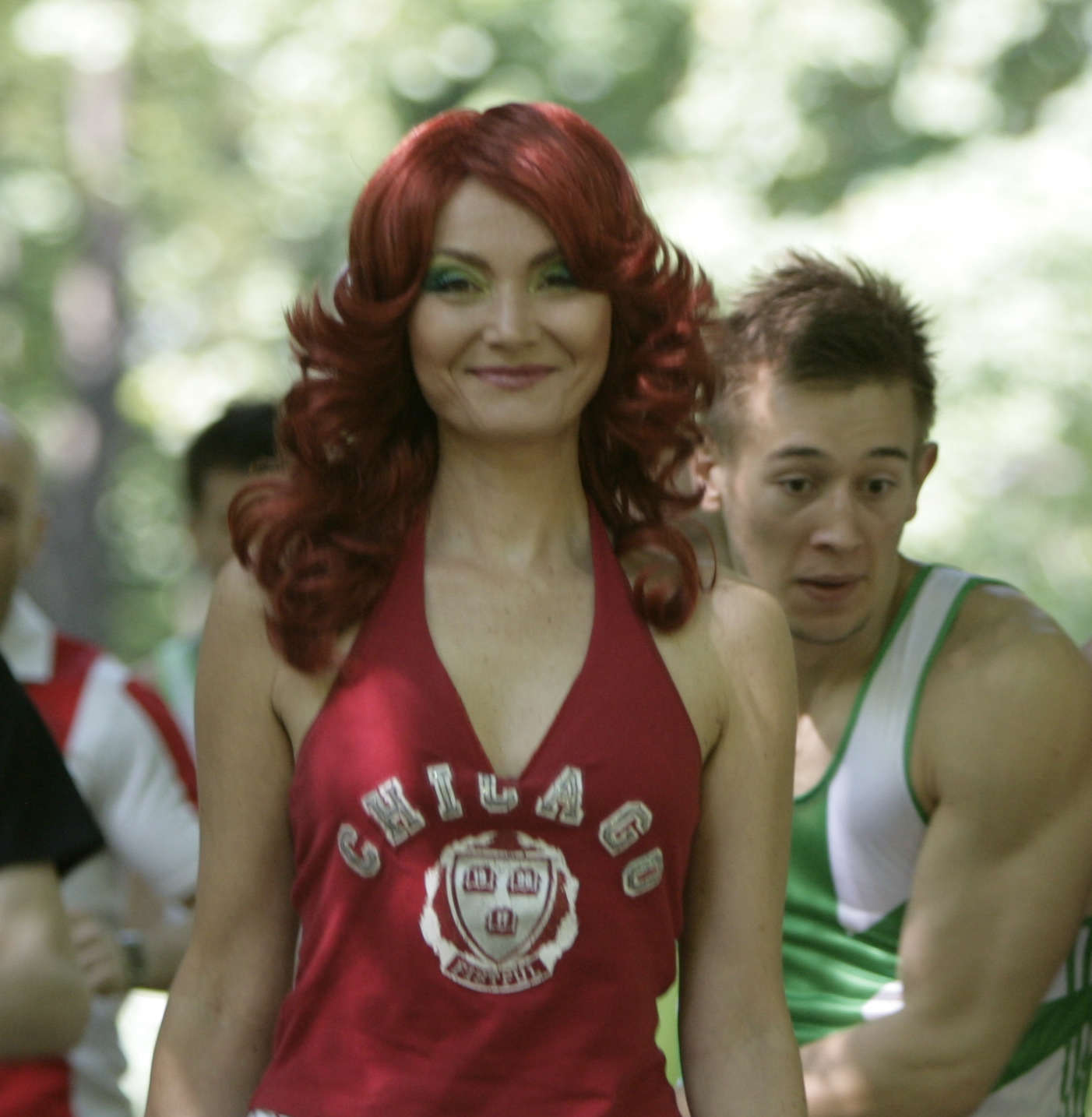
Cheerleaderka / Cheerleader, Galerie nationale d'art Zachęta

Bathhouse (1997) examine comment les femmes apparaissent dans une situation où personne ne les regarde et quand elles n'ont pas besoin de suivre des canons de beauté. Katarzyna Kozyra y documente ce comportement naturel en filmant en caméra cachée des femmes dans des bains hongrois. Elle présente le corps féminin tel qu'il est et encourage les téléspectateurs à aller à l'encontre de leurs idéaux. Il s'agit aussi d'une allusion aux œuvres de Rembrandt et Jean Ingres dont des reproductions introduisent et clôturent la vidéo. 
Man's Bathhouse (1999) est pensée comme une confrontation et une continuation de Bathhouse. L'artiste entre dans un bain pour hommes munie d'un faux pénis et d'une serviette couvrant ses seins. La vidéo montre des hommes se concentrant sur leur apparence, en se regardant et se comparant. Man's Bathhouse est choisie pour représenter la Pologne lors de XXXXVIIIe Biennale de Venise. 
The Rite of Spring (1999-2002) est une installation vidéo inspirée de la chorégraphie du ballet Le Sacre du Printemps d'Igor Stravinsky de 1913. Katarzyna Kozyra utilise d'anciens danseurs du ballet national polonais, elle les photographie allongés sur le sol dans des positions de danse puis anime leurs mouvements. 
De 2003 à 2008, Katarzyna Kozrya travaille sur la série In Art Dreams Become True. La série mêlant art visuel, musique et performance est diffusée par morceaux, chacun en tant qu'œuvre distincte bien qu'ils soient destinés à être combinés dans un long métrage. Dans l'œuvre, l'artiste « est manipulée alors qu'elle s'efforce de réaliser son rêve de devenir une vraie femme et une chanteuse d'opéra ».

## Expositions
À partir de 1997 Katarzyna Koryza expose régulièrement à l'international dans des lieux tels que l'Université Brown et la Carnegie International aux États-Unis, mais aussi :
- Katarzyna Kozyra. Señores de la danza, Museo Nacional Centro del Arte Reina Sofia, Madrid, 2002[20]
- Faces, Centre national de la Danse, Paris, 2006
- Katarzyna Kozyra: casting, Galerie nationale d'art Zachęta, Varsovie, 2010-2011[21]
- Summertale, Turku Art Museum, Turku, 2014[22]
- Katarzyna Kozyra: Habitat, Centre d'art contemporain, Château Ujazdowski, Varsovie, 2015[23]

- Katarzyna Kozyra Solo Exhibition, Three Shadows Photography Art Center, Pékin, 2016[24]

Les œuvres de l'artiste sont aussi présentées dans de grandes expositions d'art féministe telles que Global Feminisms au Brooklyn Museum of Art en 2007.

## Distinctions
En 1997, Katarzyna Kozyra reçoit le prix Paszport Polityki en tant qu'artiste la plus prometteuse de Pologne. 
En 1999, elle est choisie pour représenter la Pologne lors de XXXXVIIIe Biennale de Venise où elle remporte une mention honorable pour l'installation vidéo Men's Bathhouse. En septembre 2011, elle reçoit la subvention du ministère de la Culture et du Patrimoine national polonais. 